# Duquesne (Pennsylvanie)
Pour les articles homonymes, voir Duquesne.
La ville de Duquesne (en anglais [duːˈkeɪn]) est située dans le comté d'Allegheny, dans le Commonwealth de Pennsylvanie, aux États-Unis. Sa population s’élevait à 5 565 habitants lors du recensement de 2010, estimée à 5 547 habitants en 2017.
Duquesne fait partie de l’agglomération de Pittsburgh.

## Personnalité liée à la ville
Earl Hines est né à Duquesne en 1903.

## Source
- (en) Cet article est partiellement ou en totalité issu de l’article de Wikipédia en anglais intitulé « Duquesne, Pennsylvania » (voir la liste des auteurs).